# أكاديمية العلوم والفنون في جمهورية صرب البوسنة
أكاديمية العلوم والفنون بجمهورية صرب البوسنة (باللغة الصربية: Академија наука и уемуетности Републике Српске، АНУРС، البوسنية والكرواتية Akademija nauka i umjetnosti جمهورية صرب البوسنة)، وتضم أربعة أقسام : قسم العلوم الاجتماعية، قسم الأدب والفنون، قسم العلوم الطبيعية والرياضية والتقنية وقسم العلوم الطبية. ومقرها في بانيا لوكا.

## الأعضاء
- أمير كوستوريتسا[2]
- ميلان فاسيتش

## قائمة الرؤساء
| الاسم             | الفترة       |
| ----------------- | ------------ |
| بيتر ماندك        | 1996–1999    |
| سلافكو ليوفاك     | 2000         |
| فيزيلن بيرك       | 2000–2003    |
| ميلان فاسيتش      | 2003         |
| رايكو كوزمانوفيتش | 2004–Present |